# Саргсян Арам Гаспарович
Арам Гаспарович Саргсян (Саркісян) (14 серпня 1949, місто Єреван, тепер Вірменія) — вірменський і радянський діяч, 1-й секретар ЦК КП Вірменії, голова Демократичної партії Вірменії. Депутат Національних зборів Республіки Вірменія 3-го скликання.

## Життєпис
У 1966—1968 роках працював робітником на промкомбінаті Хорового товариства в місті Єревані.
У 1967—1972 роках — студент Єреванського державного педагогічного інституту російської та іноземних мов імені В. Брюсова, вчитель російської мови та літератури.
Одночасно в 1968—1971 роках — літературний працівник редакції багатотиражної газети Єреванського шинного заводу, потім інспектор відділу кадрів, секретар комітету комсомолу Єреванського шинного заводу. З 1971 року — літпрацівник республіканської газети «Комсомолець» (Єреван).
Член КПРС з 1971 по 1991 рік.
У 1972—1974 роках — слухач Вищої комсомольської школи при ЦК ВЛКСМ у Москві.
У 1974—1976 роках — кореспондент газети «Комсомольская правда» в Москві.
У 1976—1977 роках — завідувач відділу пропаганди та культури ЦК ЛКСМ Вірменії.
У 1978—1979 роках — інструктор відділу організаційно-партійної роботи ЦК КП Вірменії.
У 1979—1989 роках — власний кореспондент газети «Комсомольская правда» по Вірменській РСР.
У 1989—1990 роках — власний кореспондент газети «Правда» по Вірменській РСР.
1 грудня 1990 — 1 червня 1991 року — секретар ЦК КП Вірменії.
1 червня — вересень 1991 року — 1-й секретар ЦК КП Вірменії.
З вересня 1991 року — 1-й секретар, голова Демократичної партії Вірменії (ДПА).
У 1992—1995 роках — головний редактор органу ДПА газети «Аздарар».
У 1998—1999 роках — радник президента Республіки Вірменії.
З 25 травня 2003 по 2007 рік — депутат Національних зборів Республіки Вірменія 3-го скликання. Обраний депутатом за пропорційним виборчим списком блоку «Ардарутюн (Справедливість)». Член Постійної комісії із зовнішніх зносин Національних зборів Республіки Вірменія, член фракції «Ардарутюн (Справедливість)».
Потім — на пенсії в Єревані.

## Нагороди і звання
- медалі